# Gotthilf Benjamin Keibel

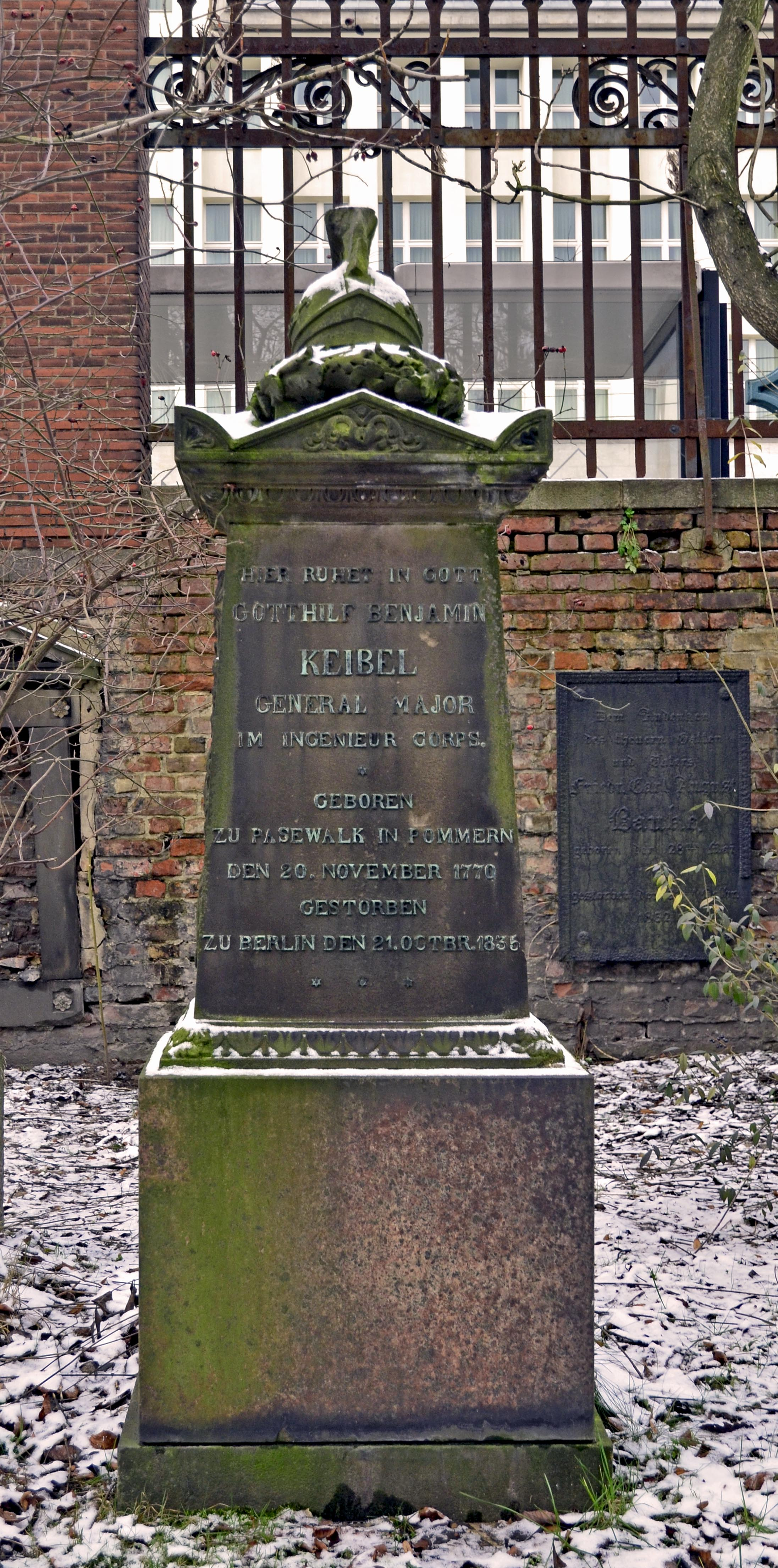
Grabstein von Keibel

Gotthilf Benjamin Keibel (* 29. November 1770 in Pasewalk; † 21. Oktober 1835 in Berlin) war ein preußischer Ingenieuroffizier und Generalmajor.

## Leben

### Herkunft
Gotthilf Benjamin Keibel entstammte einer alten und wohlhabenden Berliner Kaufmannsfamilie. Er war der Sohn des Kaufmanns und Senators von Pasewalk Johann Martin Keibel und dessen Ehefrau Anna Sophie, geborene Tauchert.

### Militärkarriere
Seine militärische Laufbahn begann in seiner Heimatstadt bei einem Dragonerregiment, dem späteren Kürassier-Regiment „Königin“ (Pommersches) Nr. 2, bevor er die preußischen Ingenieurakademie in Potsdam besuchte und dort am 14. März 1788 Sekondeleutnant wurde. Nach seiner Ausbildung trat er ins Ingenieurkorps ein. 1794 nahm er an der Niederschlagung des Kościuszko-Aufstands teil und erhielt für die Wegnahme einer polnischen Batterie vor Warschau am 8. September 1794 den Orden Pour le Mérite.
Bis 1800 war er am Ausbau der Festung Lenczyc sowie mit Vermessungsarbeiten für eine Wasserverbindung zwischen Bzura und Ner beschäftigt, bevor er bis 1806 maßgeblich am Ausbau der Festung Cosel mitwirkte und dort u. a. den Plan für einen Montalembert-Turm entwarf. 1804 wurde er zum Stabskapitän befördert. Für seine Verdienste während der erfolgreichen Verteidigung der Festung Cosel gegen die Truppen Napoleons I. wurde er zum Platzingenieur ernannt, wechselte anschließend in gleicher Position auf die Festung Glatz und erhielt zusätzlich ab 10. Juni 1808 die Beförderung zum Kapitän.
Seit 13. März 1813 Major entwarf er dann die Pläne zur Neubefestigung von Schweidnitz. Während der Befreiungskriege nahm er an den Belagerungen gegen Antwerpen, Mezieres, Montmédy sowie Longwy teil. Für die Eroberung der Flesche La Bourgogne bei Longwy am 14. September 1815 erhielt er das Eiserne Kreuz II. Klasse. Seit 5. Oktober 1815 Oberstleutnant übernahm er am 15. Dezember 1815 die Inspektion der 2. Rheinischen Festungsinspektion in Köln. Er leitete den Ausbau der neuen preußischen Festungsanlagen am Kölner Festungsring (hier entwarf er die Pläne für Forts Nr. 2 – Nikolaus, Nr. 6 – Prinz Friedrich der Niederlande und Nr. 10 – Prinz Wilhelm von Preußen) in Köln-Deutz, Jülich, Wesel (hier wurde das Fort Blücher von ihm geplant) und Minden. Seit 1818 zum Oberst befördert übernahm er am 3. Februar 1819 die 1. Rheinische Festungsinspektion in Koblenz, wo er am Aufbau der Festung Koblenz und Ehrenbreitstein beteiligt war und den Ausbau der Befestigungen in Saarlouis leitete. Mit dem Charakter eines Generalmajors wurde er krankheitshalber bereits am 19. März 1822 pensioniert.
Er zog von Koblenz nach Berlin, wo er am 21. Oktober 1835 starb und in einem Ehrengrab auf dem St.-Marien- und St.-Nikolai-Friedhof beerdigt wurde.

## Ehrungen
Die Lünette Nr. 23 der Festung Saarlouis wurde nach ihm benannt und der Scheitelstein des feldseitigen Rundbogens am Grabentor der Festung Ehrenbreitstein trägt seinen Namenszug.